# Xanthium strumarium subsp. strumarium
Xanthium strumarium subsp. strumarium é uma subespécie de planta com flor pertencente à família Asteraceae.

## Portugal
Trata-se de uma subespécie presente no território português, nomeadamente em Portugal Continental, no Arquipélago dos Açores e no Arquipélago da Madeira.
Em termos de naturalidade é nativa de Portugal Continental e introduzida nos Arquipélago dos Açores e da Madeira.

## Protecção
Não se encontra protegida por legislação portuguesa ou da Comunidade Europeia.